# Сенявин, Ульян Акимович
Ульян Акимович Сенявин (Синявин) (около 1679—1740) — представитель дворянского рода Сенявиных, сподвижник Петра I; организатор судостроения, обер-комиссар, директор над строениями, возглавлял Канцелярию городовых дел в Санкт-Петербурге, генерал-майор.

## Биография

Родовой герб Сенявиных

### Происхождение и семья
Ульян Акимович Сенявин родился около 1679 года. Происходил из русского дворянского рода Сенявиных. Ульян воспитывался в многодетной семье Акима Ивановича Сенявина, в которой было пять сыновей. Все братья Ульяна стали военными. Старший из братьев Ларион был стольником, воеводой в Нарыме, Кузнецке, Иркутске, комендантом в Соликамске, Кунгуре и Бахмутовской провинции. Брат Иван-меньшой из потешных солдат Преображенского полка дослужился до высоких чинов, был директором Санкт-Петербургской адмиралтейской конторы, главным командиром Астраханского порта, шаутбенахтом. Брат — Фёдор (дед командующего Балтийским флотом адмирала Дмитрия Николаевича Сенявина) был помощником Ульяна, комиссаром в канцелярии от строений и дослужился до бригадирского чина, командовал Сенявиным батальоном. Брат — Наум (отец командующего Донской и Азовской военными флотилиями адмирала Алексея Сенявина) стал первым вице-адмиралом Российского Императорского флота, начальником Днепровской флотилии.

### Ранние годы
Ульян начал службу в Потешном Преображенском полку Петра I, затем стал бомбардиром — солдатом особой роты Преображенского полка.
В 1697 году ездил дворянином второго посла в составе свиты Великого посольства в Европу. В 1700 году Ульян (ранее стряпчий) уже числился стольником полковой службы. В 1702 году находился в Кузнецке.

### Директор над строительством
После взятия  Нотебурга войсками Петра I, в 1703—1704 годах находился «у судового строенья» близ Шлиссельбурга и на вновь созданной верфи в Селецком Рядке на реке Волхов, где были заложены две шнявы и 13 ластовых судов вспомогательного флота. 11 июня 1704 года докладывал в письме А. Д. Меньшикову о ходе строительстве судов и готовности их к переходу в Санкт-Петербург.
В 1706 году был назначен обер-комиссаром (директором над строительством), созданной в Санкт-Петербурге Канцелярии городовых дел, которая осуществляла контроль за сооружением городов, крепостей и других построек по всей стране, готовила мастеров строительного дела. Канцелярия первоначально размещалась в доме Ульяна Акимовича на Городском острове близ Троицкой площади), неподалеку от домика Петра I. Под руководством канцелярии строились бастионы Петропавловской крепости, форты Петербурга. Все работные и мастеровые люди, деньги из губерний поступали в ведение Канцелярии, и даже привезённый в город камень сперва «предъявлялся» Сенявину. Строительные работы Ульян часто обсуждал с царём. Пётр писал Ульяну Акимовичу: «Под фланк ныне свай не бить и болверк Трубецкова до весны ничем не трогать». Давал устные повеления, например, какие погреба следует делать на «Котлином острову».
На Ульяна Сенявина также возлагалось постройка кораблей на ближних и дальних верфях, он был также и ответственным за снабжение Балтийского флота. Петр I предоставил ему самые широкие полномочия: «что хочешь делай, но только побыстрее». Под началом Ульяна Сенявина отстраивался не только Санкт-Петербург, но и Кронштадт. В подчинении Канцелярии городовых дел была живописная мастерская, давшая профессиональное обучение многим русским живописцам.
В сентябре 1708 года был послан Ф. М. Апраксиным «за реку Тосну для привода войск и спасения Санкт-Петербурга» от внезапно напавшей шведской армии. Затем находился на Олонецкой верфи и заведовал новгородскими судами. В 1710 году вернулся в Санкт-Петербург на прежнюю должность, в официальных документах Канцелярии стал именоваться «директором или командором» от строений.
В октябре 1714 года, по доносу писаря из канцелярии, был взят под стражу и помещён в один из казематов Петропавловской крепости. Ульян Сенявин вместе с другими вельможами обвинялся в подрядах на поставку провианта по завышенным ценам. За недостачей улик Ульян был помилован.
В 1718 году Канцелярию городовых дел возглавил князь Алексей Черкасский, но в конце 1719 года он был назначен на пост губернатора Сибири, а Ульян Сенявин, находящийся в должности комиссара и заведующего кирпичными заводами, был восстановлен в прежней должности директора Канцелярии городовых дел. Помощником Ульяна, в должности комиссара оставался его родной брат Фёдор Акимович. С 1723 года Канцелярия получила статус коллегии и была переименована в Канцелярию от строений. К этому времени численность сотрудников составляла 2225 человек. 
В 1729 году У. А. Сенявин был обвинён в издержке казённых материалов, истраченных на строительство дворца Меньшикова. Материалы выдавались по письмам и словесным приказам князя, а принимавшие их служители «росписок не давали». Долг светлейшего, почти 1200 рублей, хотели взыскать с Сенявина. Он обратился с прошением к Петру II с жалобой, и чужой долг ему был прощён.
Весной 1732 года руководство всеми строительными работами в Петербурге передали Дворцовой канцелярии. Ульян Акимович Сенявин заболел и отошёл от дел.
Ульян Акимович был женат на Авдотье Алексеевне, детей не имел. Умер У. А. Сенявин в 1740 году в Санкт-Петербурге.